# Il posto più freddo
Il posto più freddo è un singolo del gruppo musicale italiano I Cani, pubblicato il 4 dicembre 2015, come estratto dall'album Aurora.